# Троицкий Скит (посёлок)
Тро́ицкий Скит  — посёлок  в Арзамасском районе Нижегородской области Российской Федерации. В рамках организации местного (муниципального) самоуправления входит в состав городского округа город Арзамас.

## География
Местность относится к лесостепной части:20, в орогидрографическом отношении относится к западной
части Приволжской возвышенности и представляет собой приподнятую равнину,
расчленённую системами рек, относящихся к бассейну р.р. Оки и Волги:25.
Климат, как и во всем районе, умеренно-континентальный:20.

## История
Основан в 2008 году недалеко от храма Святой Троицы на месте ликвидированного в 1977 году села Хохлово.
До 1 января 2023 года входила в упразднённый Шатовский сельсовет.

## Население

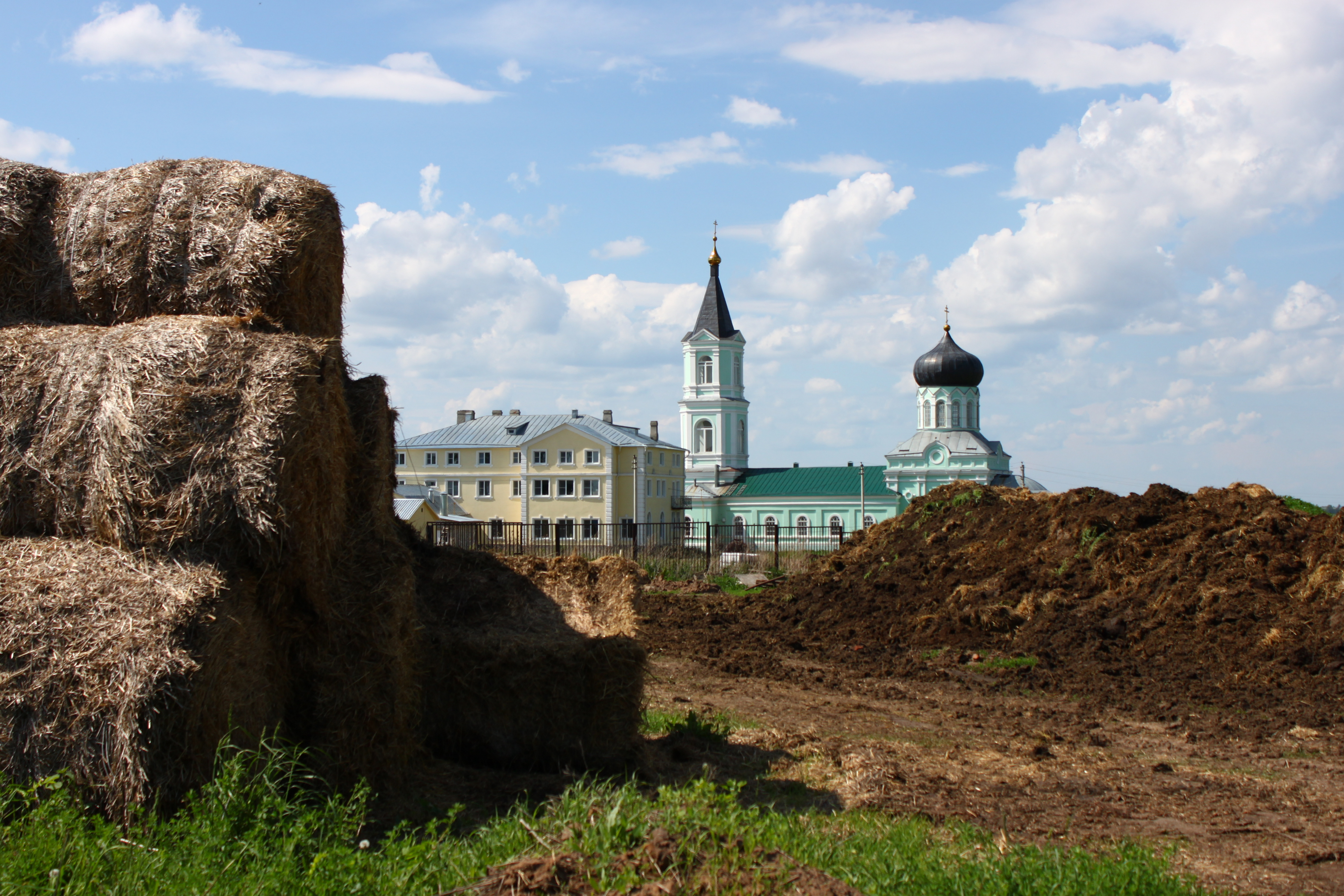
Троицкий Скит

| 2010 |
| ---- |
| 47   |